# Alsóborgó

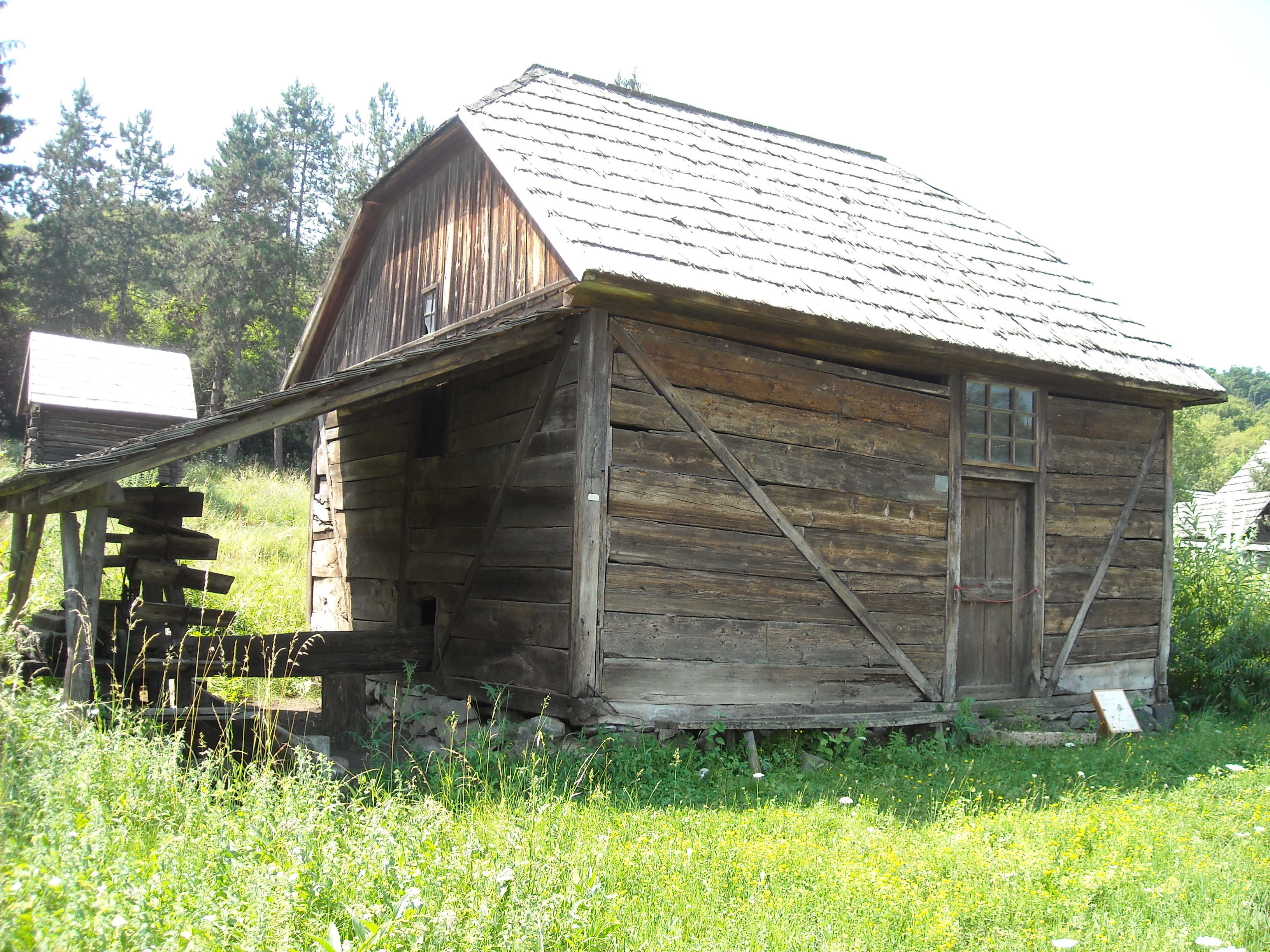
1819-ben épült alulcsapós vízimalom

Alsóborgó (Borgózsoszény, románul: Josenii Bârgăului) falu Romániában, Erdélyben, Beszterce-Naszód megyében.

## Nevének eredete
A Borgó név a németből való, a Burgau jelentése 'várberek'. Először 1328-ban, Purgo alakban írták.

## Fekvése
Besztercétől 18 kilométerre északkeletre, a 17-es főút és a Beszterce mentén fekszik. Összeépült Középborgóval. A község területéből 1735 hektár rét, 1000 hektár erdő, 625 hektár legelő, 469 hektár vízfelület és 439 hektár gyümölcsös.

## Népessége

### Általános adatok
Népessége 1850 és 2002 között kétszeresére nőtt. Az 1910-es népszámlálás ötszáz fő többletet mutatott ki mind a megelőző, mind az azt követő népszámláláshoz képest. Ennek oka a településen működő fűrészgyár által ideiglenesen idevonzott munkaerő.

### Etnikai és vallási megoszlás
- 1900-ban 1304 lakosából 1243 volt román, 34 német és 26 magyar nemzetiségű; 1173 ortodox, 51 görögkatolikus, 39 zsidó, húsz római katolikus és tíz evangélikus vallású.
- 2002-ben 2011 lakosából 1797 volt román és 212 cigány nemzetiségű; 1961 ortodox és 43 pünkösdi vallású.

## Története
Az erdélyi vajda 1328-ban szabad költözést biztosított Gebul fia János fia Henul János Borgón és a szomszédos Epemezőn (Eppendorfon) élő jobbágyainak. Henul nevét a Borgói-havasok legmagasabb, Henyul nevű csúcsa tartotta fenn. Román lakói az újkorban zsindelykészítéssel szolgáltak a Bethlen családnak. Maguk zselléreinek tekintették magukat, a Bethlenek viszont jobbágyoknak őket. 1783-ban a kincstár megváltotta lakóit a Bethlen családtól és a Borgó-vidék többi falvával együtt az I. Erdélyi Román Határőrezredhoz csatolták. A borgó-vidéki románokat, a határőrezred korábbi területén élőkkel ellentétben, nem térítették át görögkatolikusnak, hanem ortodoxok maradtak. A határőrség feloszlatása után tizenöt évig Naszód vidékéhez tartozott, majd 1876-ban Beszterce-Naszód vármegyéhez csatolták.
Lakói faiparral, állattenyésztéssel, a Dés–Borgóbeszterce-vasút 1898-as megépítéséig fuvarozással is foglalkoztak. Korábban ők közvetítették a torockói vasárut a besztercei vásárról Dornavátra irányába. A 19. század negyedik negyedétől a második világháború utánig fontos volt fazekassága. A borgói fazekasok mázatlan, fekete cserépedényeket és agyagpipákat készítettek.

## Látnivalók
- Ortodox temploma 1796 és 1802 között épült.

## Híres emberek
- Itt született 1930-ban Aurel Rău költő.